# Liste der Nummer-eins-Country-Alben in den USA (2008)
Dies ist eine Liste der Nummer-eins-Alben in den von Billboard ermittelten Verkaufscharts für Country-Alben in den USA im Jahr 2008. In diesem Jahr gab es zwanzig Nummer-eins-Alben.

| ← 2007 ← | Liste der Nummer-eins-Country-Alben in den USA | Liste der Nummer-eins-Country-Alben in den USA | Liste der Nummer-eins-Country-Alben in den USA | 2009 →                    |
| \| Zeitraum \| Wo. ges. \| Interpret \| Titel \| Zusätzliche Informationen \| \| (Zeitraum, Wochen auf Platz eins, Interpret, Titel, zusätzliche Informationen) \| \| \| \| \| \| ------------------------------------------------------------------------------ \| -------- \| --------------- \| ---------------------------------- \| ------------------------- \| \| 29. Dezember 2007 – 18. Januar 2008 3 Wochen (insgesamt 7) \| 7 \| Eagles \| Long Road Out of Eden[1] \| — \| \| 19. Januar 2008 – 7. März 2008 7 Wochen (insgesamt 15) \| 15 \| Taylor Swift \| Taylor Swift[2] \| — \| \| 8. März 2008 – 14. März 2008 1 Woche (insgesamt 1) \| 1 \| Chris Cagle \| My Life's Been a Country Song[3] \| — \| \| 15. März 2008 – 21. März 2008 1 Woche (insgesamt 16) \| 16 \| Taylor Swift \| Taylor Swift \| — \| \| 22. März 2008 – 4. April 2008 2 Wochen (insgesamt 2) \| 2 \| Alan Jackson \| Good Time[4] \| — \| \| 5. April 2008 – 18. April 2008 2 Wochen (insgesamt 18) \| 18 \| Taylor Swift \| Taylor Swift \| — \| \| 19. April 2008 – 2. Mai 2008 2 Wochen (insgesamt 2) \| 2 \| George Strait \| Troubadour[5] \| — \| \| 3. Mai 2008 – 9. Mai 2008 1 Woche (insgesamt 1) \| 1 \| Lady Antebellum \| Lady Antebellum[6] \| — \| \| 10. Mai 2008 – 16. Mai 2008 1 Woche (insgesamt 3) \| 3 \| George Strait \| Troubadour \| — \| \| 17. Mai 2008 – 23. Mai 2008 1 Woche (insgesamt 1) \| 1 \| Tim McGraw \| Greatest Hits: Limited Edition \| — \| \| 24. Mai 2008 – 6. Juni 2008 2 Wochen (insgesamt 2) \| 2 \| Toby Keith \| 35 Biggest Hits[7] \| — \| \| 7. Juni 2008 – 13. Juni 2008 1 Woche (insgesamt 1) \| 1 \| Julianne Hough \| Julianne Hough[8] \| — \| \| 14. Juni 2008 – 20. Juni 2008 1 Woche (insgesamt 19) \| 19 \| Taylor Swift \| Taylor Swift \| — \| \| 21. Juni 2008 – 27. Juni 2008 1 Woche (insgesamt 1) \| 1 \| Jewel \| Perfectly Clear[9] \| — \| \| 28. Juni 2008 – 1. August 2008 5 Wochen (insgesamt 24) \| 24 \| Taylor Swift \| Taylor Swift \| — \| \| 2. August 2008 – 8. August 2008 1 Woche (insgesamt 1) \| 1 \| Taylor Swift \| Beautiful Eyes[10] \| — \| \| 9. August 2008 – 12. September 2008 5 Wochen (insgesamt 5) \| 5 \| Sugarland \| Love on the Inside[11] \| — \| \| 13. September 2008 – 19. September 2008 1 Woche (insgesamt 1) \| 1 \| Various Artists \| Now That's What I Call Country[12] \| — \| \| 20. September 2008 – 26. September 2008 1 Woche (insgesamt 6) \| 6 \| Sugarland \| Love on the Inside \| — \| \| 27. September 2008 – 3. Oktober 2008 1 Woche (insgesamt 8) \| 8 \| Jessica Simpson \| Do You Know[13] \| — \| \| 4. Oktober 2008 – 17. Oktober 2008 2 Wochen (insgesamt 2) \| 2 \| Darius Rucker \| Learn to Live[14] \| — \| \| 18. Oktober 2008 – 24. Oktober 2008 1 Woche (insgesamt 1) \| 1 \| Kellie Pickler \| Kellie Pickler[15] \| — \| \| 25. Oktober 2008 – 31. Oktober 2008 1 Woche (insgesamt 1) \| 1 \| Tim McGraw \| Greatest Hits 3[16] \| — \| \| 1. November 2008 – 14. November 2008 2 Wochen (insgesamt 2) \| 2 \| Kenny Chesney \| Lucky Old Sun[17] \| — \| \| 15. November 2008 – 21. November 2008 1 Woche (insgesamt 1) \| 1 \| Toby Keith \| That Don't Make Me a Bad Guy[18] \| — \| \| 22. November 2008 – 28. November 2008 1 Woche (insgesamt 1) \| 1 \| Brad Paisley \| Play[19] \| — \| \| 29. November 2008 – 26. Dezember 2008 4 Wochen (insgesamt 4) \| 4 \| Taylor Swift \| Fearless[20] \| — \| |                                                |                                                |                                                |                           |
| ← 2007 |                                                |                                                |                                                | → 2009 →                  |
| Zeitraum | Wo. ges.                                       | Interpret                                      | Titel                                          | Zusätzliche Informationen |
| (Zeitraum, Wochen auf Platz eins, Interpret, Titel, zusätzliche Informationen) |                                                |                                                |                                                |                           |
| 29. Dezember 2007 – 18. Januar 2008 3 Wochen (insgesamt 7) | 7                                              | Eagles                                         | Long Road Out of Eden                          | —                         |
| 19. Januar 2008 – 7. März 2008 7 Wochen (insgesamt 15) | 15                                             | Taylor Swift                                   | Taylor Swift                                   | —                         |
| 8. März 2008 – 14. März 2008 1 Woche (insgesamt 1) | 1                                              | Chris Cagle                                    | My Life's Been a Country Song                  | —                         |
| 15. März 2008 – 21. März 2008 1 Woche (insgesamt 16) | 16                                             | Taylor Swift                                   | Taylor Swift                                   | —                         |
| 22. März 2008 – 4. April 2008 2 Wochen (insgesamt 2) | 2                                              | Alan Jackson                                   | Good Time                                      | —                         |
| 5. April 2008 – 18. April 2008 2 Wochen (insgesamt 18) | 18                                             | Taylor Swift                                   | Taylor Swift                                   | —                         |
| 19. April 2008 – 2. Mai 2008 2 Wochen (insgesamt 2) | 2                                              | George Strait                                  | Troubadour                                     | —                         |
| 3. Mai 2008 – 9. Mai 2008 1 Woche (insgesamt 1) | 1                                              | Lady Antebellum                                | Lady Antebellum                                | —                         |
| 10. Mai 2008 – 16. Mai 2008 1 Woche (insgesamt 3) | 3                                              | George Strait                                  | Troubadour                                     | —                         |
| 17. Mai 2008 – 23. Mai 2008 1 Woche (insgesamt 1) | 1                                              | Tim McGraw                                     | Greatest Hits: Limited Edition                 | —                         |
| 24. Mai 2008 – 6. Juni 2008 2 Wochen (insgesamt 2) | 2                                              | Toby Keith                                     | 35 Biggest Hits                                | —                         |
| 7. Juni 2008 – 13. Juni 2008 1 Woche (insgesamt 1) | 1                                              | Julianne Hough                                 | Julianne Hough                                 | —                         |
| 14. Juni 2008 – 20. Juni 2008 1 Woche (insgesamt 19) | 19                                             | Taylor Swift                                   | Taylor Swift                                   | —                         |
| 21. Juni 2008 – 27. Juni 2008 1 Woche (insgesamt 1) | 1                                              | Jewel                                          | Perfectly Clear                                | —                         |
| 28. Juni 2008 – 1. August 2008 5 Wochen (insgesamt 24) | 24                                             | Taylor Swift                                   | Taylor Swift                                   | —                         |
| 2. August 2008 – 8. August 2008 1 Woche (insgesamt 1) | 1                                              | Taylor Swift                                   | Beautiful Eyes                                 | —                         |
| 9. August 2008 – 12. September 2008 5 Wochen (insgesamt 5) | 5                                              | Sugarland                                      | Love on the Inside                             | —                         |
| 13. September 2008 – 19. September 2008 1 Woche (insgesamt 1) | 1                                              | Various Artists                                | Now That's What I Call Country                 | —                         |
| 20. September 2008 – 26. September 2008 1 Woche (insgesamt 6) | 6                                              | Sugarland                                      | Love on the Inside                             | —                         |
| 27. September 2008 – 3. Oktober 2008 1 Woche (insgesamt 8) | 8                                              | Jessica Simpson                                | Do You Know                                    | —                         |
| 4. Oktober 2008 – 17. Oktober 2008 2 Wochen (insgesamt 2) | 2                                              | Darius Rucker                                  | Learn to Live                                  | —                         |
| 18. Oktober 2008 – 24. Oktober 2008 1 Woche (insgesamt 1) | 1                                              | Kellie Pickler                                 | Kellie Pickler                                 | —                         |
| 25. Oktober 2008 – 31. Oktober 2008 1 Woche (insgesamt 1) | 1                                              | Tim McGraw                                     | Greatest Hits 3                                | —                         |
| 1. November 2008 – 14. November 2008 2 Wochen (insgesamt 2) | 2                                              | Kenny Chesney                                  | Lucky Old Sun                                  | —                         |
| 15. November 2008 – 21. November 2008 1 Woche (insgesamt 1) | 1                                              | Toby Keith                                     | That Don't Make Me a Bad Guy                   | —                         |
| 22. November 2008 – 28. November 2008 1 Woche (insgesamt 1) | 1                                              | Brad Paisley                                   | Play                                           | —                         |
| 29. November 2008 – 26. Dezember 2008 4 Wochen (insgesamt 4) | 4                                              | Taylor Swift                                   | Fearless                                       | —                         |